# آربریسل
آربریسل (به فرانسوی: Arbrissel) یک کمون در فرانسه است که در canton of Retiers واقع شده‌است. آربریسل ۴٫۶۲ کیلومتر مربع مساحت دارد.